# 旅行最緊要近
《旅行最緊要近》（英語：Not Far From Here），是香港無綫電視的旅遊節目，由C君、陸永、胡敏芝主持，遊遍大灣區各地。
節目於2025年6月2日至7月25日逢星期四、五21:30-22:00於TVB Plus播出。

## 每集內容
| 集數 | 播出日子 | 主題                                            |
| 01   | 6月5日   | 現代手法演繹粵菜傳統、按摩水療天花板            |
| 02   | 6月6日   | 矜貴法式Fine Dining、創意食物雞尾酒、獵奇昆蟲宴 |
| 03   | 6月12日  | 「星鑽級」極致素菜、創意甜品Omakase             |
| 04   | 6月13日  | 精緻新派潮菜、沉浸式密室逃脫                    |
| 05   | 6月26日  | 「溫泉之鄉」Hea住度假、「非一般」遊山玩水樂園   |
| 06   | 6月27日  | 越野車攀山涉水、茶谷一條龍體驗                  |
| 07   | 7月2日   | 雅致鹽洞養生Spa、正宗鮮釀德國啤大餐             |
| 08   | 7月3日   | 佛山拜師學功夫、自討苦吃苦瓜宴                  |
| 09   | 7月4日   | 嶺南園區文化美食遊、大師級美術館建築            |
| 10   | 7月10日  | 順峰山公園打卡遊、享用順德馳名魚生              |
| 11   | 7月11日  | 南澳「掃街」美食團、海景卡丁車鬥飆速            |
| 12   | 7月17日  | 一線海景Resort、漁排食海鮮                      |
| 13   | 7月18日  | 從美食、潮劇、酒吧感受潮汕文化色彩              |
| 14   | 7月23日  | 潮汕打冷「天花板」、手拉壺製作體驗              |
| 15   | 7月24日  | 潮汕高級大排檔、恬靜沙灘度假酒店                |
| 16   | 7月25日  | 「開箱」惠州超大型渡假區、遠離繁囂小島遊        |

## 節目調動
- 2025年6月19、20日：由於分別直播《賽馬直擊 - 雅士谷金盃賽馬日》及《賽馬直擊 - 英聯邦盃賽馬日》，因此停播兩次。
- 2025年7月2日及23日：由於晚上不用直播《賽馬直擊》，加插同一時段播出。

## 備註
1. ↑  如果播出當晚直播六合彩攪珠（多為星期四，亦有例外），便改放21:35－22:00播出。

## 外部連結
- 旅行最緊要近 | TVB 無綫電視
- 《旅行最緊要近》myTV SUPER線上看

1. ↑  . 明周娛樂. 2025-06-05  [2025-07-28] （中文（香港））.
2. ↑  . www.bastillepost.com. 2025-06-05  [2025-07-28].
3. ↑  . www.bastillepost.com. 2025-06-12  [2025-07-28].
4. ↑  . 明報 Our Lifestyle.   [2025-07-28]. （原始内容存档于2025-06-27） （中文（繁體））.
5. ↑  . 明報 Our Lifestyle.   [2025-07-28]. （原始内容存档于2025-07-04） （中文（繁體））.
6. ↑  . www.bastillepost.com. 2025-07-10  [2025-07-28].
7. ↑  . www.bastillepost.com. 2025-07-24  [2025-07-28].
8. ↑  戴佳音. . 香港01. 2025-07-24  [2025-07-28] （中文（香港））.